# Arthur Bricout
Pour les articles homonymes, voir Bricout.
Arthur François Bricout est né à Reims le 16 novembre 1840, de Henry Bricout et Louise Dudin, propriétaires à Merfy, village agricole au Nord Ouest de Reims.
Il fut employé de la Maison De Venoge à Épernay et épousa Constanze Kupferberg en 1869, fille du fondateur du Sekt Kupferberg (de), société de vins mousseux allemands.
Il débuta après la guerre franco-prussienne de 1870 un commerce de négociant en vins à Épernay en créant sa marque, mais ce fut très furtif, car ses activités le conduisirent rapidement au Tribunal d’Épernay. Elles lui valurent d'être condamné à une lourde peine de prison et il prit la fuite en Angleterre en 1876 avec sa femme, après avoir escroqué de nombreux créanciers.
Bénéficiant des lois d'amnisties suivant la Première Guerre mondiale, il revint en France habiter à Paris au 92 rue du Cherche-Midi où il mourut veuf le 2 novembre 1932.
Il donna son nom à une marque de Champagne qui fut créée à Avize 35 ans après sa mort.